# Dichelus lucidus
Dichelus lucidus är en skalbaggsart som beskrevs av Louis Albert Péringuey 1902. Dichelus lucidus ingår i släktet Dichelus och familjen Melolonthidae. Inga underarter finns listade i Catalogue of Life.